# Зле опазеното момиче
Зле опазеното момиче (от фр. La Fille mal gardée) е комичен балет от две действия.
„Зле опазеното момиче“ е една от най-старите и най-важни творби в съвременния балетен репертоар, въпреки че е многократно променяна. Съществуват не по-малко от шест партитури, някои от които са били адаптации на по-стара музика. Първата хореография е дело на балетмайстора Жан Добервал върху аранжимент на петдесет и пет-популярни за времето си френски песни. Премиерата е на 1 юли 1789 г. в театъра Гранд Театр в Бордо, Франция, под заглавието Le balet de la paille, ou Il n'est qu'un pas du mal au bien („Сламата, или Само една стъпка дели доброто от лошото“).
Днес се играят две версии. Едната е от 1903 г. на Александър Горски по музика на Петер Хертел, първоначално поставена за Болшой театър в Москва. Версията на Горски почти изцяло се основава на постановката на Мариус Петипа и Лев Иванов от 1885 г. за имперския балет в Санкт Петербург. Петипа и Иванов преработват версията на Пол Тальони по музика на Хертел, първоначално поставена през 1864 г. за Берлинския дворцов балет.
Втората версия е създадена през 1960 г. от сър Фредерик Аштън за Кралския балет в Лондон.
Семплото и донякъде наивно либрето прави балета популярен и утвърждава присъствието му в репертоара на балетни трупи по цял свят.

## История на творбата

### Постановка на Добервал
Зле опазеното момиче е творба на Жан Добервал, един от най-големите хореографи на своето време, ученик на Жан-Жорж Новер и учител на „бащата на руския балет“ Шарл-Луи Дидло. Легендата разказва, че Добервал е вдъхновен от гравюрата на Пиер-Антоан Бодуен „Порицанието“ (Le reprimande / Une jeune fille querellée par sa mère). Картината показва как възрастна жена се кара на младо момиче (най-вероятно дъщеря ѝ), обляно в сълзи и с намачкани дрехи, в хамбар със слама, докато на заден план младеж се опитва да избяга по стълбите. Говори се, че сюжетът се сторил толкова забавен на Добервал, че той веднага се заел да сътвори подходящ сценарий за балет.
Премиерата на балета се състои на 1 юли 1789 г. в Гран Театр в Бордо, Франция. Съпругата на Добервал – балерината Мари-Мадлен Креспе, е в главната роля на Лиза, танцьорът Йожен Хус в ролята на Колен, а Франсоаз Льо Риш на вдовицата Рагота (Мама Симон в по-късни версии).
Партитурата от 1789 г. е аранжимент от петдесет и пет популярни френски песни. Не е останала информация за композиторите и аранжорите на музиката в първоначалната постановка. Възможно е самият Добервал да е направил аражимента, тъй като е компетентен цигулар.
Две години след премиерата, Добервал поставя балета в Лондон, като променя е заглавието на днешното „Зле опазеното момиче“. На премиерата на 30 април 1791 г. съпругата на Добервал отново пресъздава Лиза, докато в ролята на Колен е ученикът на композитора – Шарл-Луи Дидло. Музиката за лондонската постановка е оркестрирана от музикантите на театър „Пантеон“.
Йожен Хус, пресъздал ролята на Колен, поставя версията на Добервал през 1803 г. в старата парижка опера на ул. „Ришельо“, предшественик на сградата на ул. „Пелетие“. Преди това (1796 г.) Хус е използвал либретото на балета за комична опера „Лиза и Колен“ по музика на Пиер Гаво.

### Версия на Омер
Хореографът Жан-Пиер Омер, балетмайстор на Парижката опера и ученик на Добервал, прави редица промени в балета. През 1828 г. Омер представя изцяло нова версия, създадена за балерината Полин Монтесю. За тази постановка композиторът Луи Херолд адаптира оригиналната партитура от 1789 г. и заимства много теми от оперите на Джоакино Росини, Жан-Пол Мартини и Гаетано Доницети.
През 1837 г. великата австрийска балерина Фани Елслер дебютира в Парижката опера в продукцията на Омер. Създават се нови танцови номера, които демонстрират най-добрите артистични качества на примата. Елслер избира множество танци от изключително популярната партитура на Любовен еликсир на Доницети. Днес гранпато на Еслер е включено във версията на Аштън за британския Кралски балет.
Версията на Омер остава в репертоара на френската опера до 1854 г.

### Версия на Тальони
Италианският хореограф Пол Тальони, брат на легендарната балерина Мария Тальони, е балетмайстор на дворцовия балет в Берлин между 1852 и 1866 г. На 7 ноември 1864 г. Тальони представя своя, изцяло нова, постановка, като поръчва нова партитура от резидентния композитор на Берлинската кралска опера – Петер Лудвиг Хертел. Тази творба се радва на огромен успех и остава в репертоара на операта дълги години.

### Постановки в Русия
Балетът е поставен за първи път в Русия от балетмайстора Джузепе Соломони през 1800 г. под името „Измамената старица“ за Петровския театър (предшественик на Болшой театър) в Москва, постановка, която по-късно е ревизирана от наследника на Соломони Жан Ламирал през 1808 г. И двете продукции използват оригиналните петдесет и пет песни, вероятно в собствен аранжимент.
Премиерата на балета в Санкт Петербург е 2 октомври (20 септември) 1818 г. на сцената на имперските театри в постановка на Дидло, който вече е пресъздал ролята на Колен в Лондон през 1791 г. Дидло е първи балетмайстор в Санкт Петербург 1801 – 1811 г. и 1816 – 1837 г. Заглавието е сменено на Напразно предупреждение (La Précaution inutile, ou Lise et Colin), а музиката е на Катерино Кавос.
Версията на Омер от 1828 г. е поставена за първи път на руска сцена през 1845 г. от балетмайстора Ираклий Никитин. Големият хореограф Жул Перо – първи балетмайстор на петербургските Имперски театри, поставя своя собствена редакция на версията на Омер през 1854 г., като добавя нова музика от Цезар Пуни. Постановката на Перо е играна последно през 1880 г. за бенефиса на Павел Гердт.

#### Редакция на Петипа и Иванов
Голямата италианска балерина Вирджиния Цуки гастролира в Санкт Петербург през 1885 г., като представя успешно различни роли в няколко театри в имперската столица. По желание на император Александър III директорът на имперския театър Иван Всеволожски кани Цуки на гастрол. Балерината дебютира в ролята на Лиза през 1864 г. Режисьорът Всеволожски купува музиката на Хертел от Берлин, докато самата Цуки получава огромен хонорар плюс бенефисни приходи от представленията си.
Постановката е съвместно дело на първия балетмайстор на Имперския балет Мариус Петипа и втория балетмайстор и режисьор Лев Иванов. Цуки помага при поставянето на някои от танците, които познава от версията на Пол Тальони. Включени са и танци от по-ранната продукция на Имперския балет по музика на Херолд. Не е ясно защо и двамата балетмайстори участват в постановката, но може да се предположи, че Иванов е работил върху номерата от по-ранните продукции, а Петипа – върху новите танци. Петипа възлага на Лудвиг Минкус да композира две допълнителни вариации за Цуки.
Премиерата на балета е на 16/28 декември 1885 г. Изпълнението на Цуки я превръща в легенда в Русия и тя става известна като „Божествената Вирджиния“. Очевидци твърдят, че нейното пресъздаване на образа на Лиза трогва публиката до сълзи. Балерината се прочува и с т.нар. Танц с панделки (Pas de ruban).
През лятото на 1888 г. Иванов поставя съкратена версия на балета за представления в Красное село. Ролята на Лиза се изпълнява от Александра Виноградова, която по-късно играе ролята и на сцената на Мариинския театър (главен театър на Императорския балет и опера от 1886 г.). Това е и последното изпълнение на балета до 1894 г., когато Иванов го възражда за гостуващата немска балерина Хедвиг Хантенбург. След това творбата намири постоянно място в репертоара на Имперския балет.
Ролята на Лиза е желана от големите балерини на старата имперска сцена Олга Преображенская, Анна Павлова и Тамара Карсавина, а Матилда Кшесинская настоява други балерини да не изпълняват ролята на Лиза.
Любопитен щрих в постановката на Иванов е използването на пилета в някои сцени. Веднъж Кшесинская пуска всички пилета на сцената, докато Преображенская танцува. В настаналата суматоха пилетата се озовават в оркестрината сред музикантите, но Преображенская продължава да танцува, сякаш нищо не се е случило.
След революцията през 1917 г. значителен брой произведения от репертоара на Имперския балет отпадат и се загубват. Балетът е представен за последно на 27 септември / 10 октомври 1917 г. с балерината Елза Вил в ролята на Лиза.
Както много произведения в репертоара на Имперския балет в Санкт Петербург от началото на 20 век, хореогрфията на Петипа и Иванов е нотирана от режисьора Николай Сергеев по метода на Степанов. Когато напуска Русия през 1917 г., Сергеев използва нотацията да постави оригиналните руски постановки в чужбина, предимно за Кралския балет в Лондон. Сред тях са Лебедово езеро на Петипа / Иванов, Спящата красавица на Петипа, оригиналната постановка на Лешникотрошачката от 1892 г., Копелия на Петипа, Иванов и Чекети, и Жизел на Петипа.
Днес всички нотации са част от т.нар. „Сбирка Сергеев“, в театралната колекция на библиотеката на Харвард. През 2015 г. хореографът и историк Сергей Вихарев поставя балета на сцената на Екатеринбургския държавен академичен театър за опера и балет, използвайки нотацията на Сергеев.

#### Редакция на Горски
На 7/20 декември 1901 г. е премиерата на редакцията на Александър Горски на сцената на Имперския Болшой театър в Москва. Горски стъпва върху версията на Петипа и Иванов, която познава от кариерата си на първи балетист в Санкт Петербург, но включва много допълнителна музика от Цезар Пуни, Лудвиг Минкус, Лео Делиб, Рикардо Дриго и Антон Рубинщайн. Именно тази версия на Зле опазеното момиче служи като основа за почти всяка постановка в Русия, Европа и Америка в продължение на много десетилетия. Гран па-дьо-дьото от второ действие е част от репертоара на много конкурси, фестивали и гала представления и все още е част от годишните абитуриентски представления на Вагановската школа.

#### Постановки от съветско време
През 1930 г. хореографите Асаф Месерер и Игор Моисеев създават нова версия за „Болшой“, основана на хореографията от Горски, като добавят ново действие, озаглавено Сватбата на Лиза и Колен по музика от „Орфей“ на Глинка. Версията на Месерер и Моисеев остава в репертоара на Болшой театър само две години, след което музиката е преработена от диригента Александър Мосолов. Тази версия, със заглавието „Съперниците“, се изпълнява само осемнадесет пъти преди напълно да отпадне от репертоара.
През 1937 г. е поставена напълно нова версия на хореографа Леонид Лавровски. Композиторът Павел Фелд създава нова партитура на музиката на Хертел, като включва и музикалните допълнения на Горски. След единадесет спектакъла постановката на Лавровски е извадена от постоянния репертоар на Болшой театър и е представяна от време на време до началото на 70-те години.
През 1971 г. Олег Виноградов поставя нова версия за балет „Киров“, до голяма степен базирана на традиционните постановки на Петипа, Иванов и Горски от началото на XX век и по музика на Хертел. Въпреки големия успех, постановката на Виноградов е извадена от репертоара след напускането му като директор на балета през 1995 г.

### Постановки на Запад
През 1912 г. Анна Павлова изиграва ролята на Лиза в Лондон в съкратена версия на балета.
Бронислава Нижинска поставя първата постановка в Съединените щати за Американския балетен театър (АБТ). Премиерата е на 19 януари 1940 г. в Сентър Тиътър в Ню Йорк. В главните роли са: Патриша Бауман и Юрек Шабелевски. Версията на Нижинска е базирана на версията на Петипа / Иванов / Горски по музиката на Хертел.
Версията на Нижинска е възродена през 1941 г. под заглавието „Непокорната дъщеря“ (The Wayward Daughter) и през 1942 г. под заглавието „Непослушната Лизет“. Последното е редактирано от Дмитри Романов през 1949 г. и е остава в репертоара на балета в продължение на много години. Романов връща на сцената нова версия на балета през 1972 г., с Наталия Макарова като Лиза. Постановката на Романов се оказа популярна и остава в репертоара на АБТ до 1984 г. Известни танцьори като Михаил Баришников, Гелси Къркланд, Сюзън Джафи, Синтия Грегъри, Фернандо Бухонес и Мариана Черкаски триумфират в главните роли. Днес репертоарът на АБТ включва версията на сър Фредерик Аштън (първоначално поставена за Кралския балет в Лондон през 1960 г.), въпреки че па-дьо-дьото от старата версия често се изпълнява по време на гала представления.
През 1942 г. Руският балет на Монте Карло представя първата си постановка на „Зле опазеното момиче“, създадена от бившата балерина на Имперския балет Александра Балашова и базирана до голяма степен на версията на Александър Горски. Много от танцьорите в Руския балет на Монте Карло имат успешна кариера като хореографи, учители и балетмайстори в чужбина и разпространяват версията на Балашова по целия свят. Известната балерина Алисия Алонсо танцува постановката на Балачова през 40-те и 50-те години на ХХ век и поставя своя версия на творбата за Кубинския национален балет през 1964 г. В резултат на това по-голямата част от балетните трупи в Карибите и Южна Америка редовно изпълняват продукции, произтичащи от постановката на Алонсо по Хертел.
През 1985 г. Клод Беси поставя своя версия на за балетната школа на парижката Опера, вдъхновена от версията на Романов за АБТ. Беси използва партитурите на Хертел от 1864 г. в оркестрация от диригента на парижката Опера Жан-Мишел Дамаз.

#### Постановка на Аштън
През 1959 г. хореографът Фредерик Аштън създава напълно нова версия за Кралския балет в Лондон. Премиерата е на 28 януари 1960 г.  с балерината Надя Нерина като Лиза, Дейвид Блеър като Колен, Стенли Холдън като Мама Симон и Александър Грант като Ален. От самото си създаване постановката на Аштън влиза в класическия балетен репертоар.
Първоначално Аштън възнамерява да използва партитурата на Хертел от 1864 г., но след внимателен анализ на музиката решава, че тя не е подходяща за концепцията му. По предложение на музиколога и историк на балета Айвър Гест, Аштън се спира на леката и семпла музика на Луи Херолд от 1828 г. Диригентът на Кралската опера Джон Ланчбери оркестрира и редактира партитурата на Херолд и добавя наколко нови номера, както и пастиш от първото представление през 1789 г. Запазена е и музиката на Хертел за Танца със сабото, както и музиката за па-дьо-дьото на Фани Елслер от 1837 г.
Аштън възкресява Танца с панделки за Лиза и Колен, както и драматичния (пантомимичен) пасаж, известен като „Когато се омъжа“, създаден от Петипа и стигнал до Аштън чрез Тамара Карсавина, която от своя страна го е научила от учителя си Павел Гердт във варианта, танцуван от Цуки..

#### Възраждането на оригинала от 1789 г.
През 1989 г. Балет дю Рейн от Мюлуз, Франция, възражда първоначалната версия на Добервал от 1789 г. Постановката на шведския хореограф Иво Крамер, специалист в танцовия театър от края на 18. век и началото на 19. век, и художественият ръководител на Балет дьо Рин Жан Пол Гравие. Постановката е с орииналното заглавие – Le ballet de la paille („Балетът в сламата“). Проучени са документи от оригиналната постановка, вкл. копие на оригиналната партитура в Стокхолм от 1789 г., както и подробности за оригиналните пантомимични пасажи. Оригиналната партитура е възстановена и оркестрирана от диригента Чарлз Фарнкомб. Дизайнерът Доминик Делуш създава декори и костюми, вдъхновени от дизайните, използвани в оригинала. Въпреки че оригиналната хореография на Даубервал е загубена, Крамер изработва танци в стила на периода, силно повлияни от народните танци. Крамер запазва и първоначалния финал, в който танцьорите, в тон с музиката, викат рефрена Il n'est qu'un pas du mal au bien („Има само една стъпка от лошо до добро“).

## Постановки в България
Балетът е поставен за пръв път на сцената на Русенската опера на 25 декември 1980 г. Хореография – Петър Луканов, художници – Петър Попов и Мария Трендафилова.. През 2019 г. е поставена адаптация на Марияна Захариева със сценография на Иван Токаджиев.
През 2011 г. е поставен на сцената на Варненската опера. Режисура, хореография и постановка – Константин Илиев.
На 26 април 2014 г. е премиерата на сцената на Софийската опера с хореография и режисура на Риолина Топалова. На 7 април 2023 г. балетът е поставен в Държавна опера Бургас от Галина Калчева и сценография на Иван Токаджиев.

## Сюжет

### Действащи лица
- Лиза – селска девойка
- Колен – любим на Лиза
- Марцелина (вдовицата Рагота във версита на Петипа, Мама Симон във версията на Аштън) – майка на Лиза (традиционно се танцува от мъж)
- Никез (Ален в чуждестранни постановки) – кандидат за жених на Лиза
- Мишо (Томас в чуждестранни постановки) – баща на Никез/Ален
- нотариус
- Селяни, приятели на Лиза и Колен
- Петел и три кокошки

### Резюме
Лиза, дъщеря на богатата вдовица Марцелина, е влюбена в бедния селски момък Колен. Намеренията на майка ѝ са да я омъжи за Никез, сина на богаташа Мишо.
Лиза тръпне в очакване на своя любим. Тя връзва панделката си на „любовен възел“ и я оставя на мястото, където обикновено двамата се срещат. След малко Колен се появява и пламва от радост като вижда панделката. Лиза и Колен се срещат и се сливат в прегръдка, ала щастието им е кратко. Марцелина дотичва и безцеремонно ги разделя. Майката ядосано изпраща дъщеря си вкъщи. Колен се промъква подир нея, за да ѝ помогне. Двамата влюбени се отдават на радостта си, че най-сетне са сами. Идват приятелките на Лиза, за да я поканят на разходка, но майката не иска и да чуе. Пристигнали са Мишо и синът му Никез. Марцелина ги посреща прелюбезно. Бащата церемониално поисква ръката на Лиза за сина си. Марцелина приема с радост, а Лиза започва подигравателно да се забавлява с непохватния Никез.
На нивата. Жетварите са прекъснали работата си за почивка. Колен ги увлича във весел танц и към тях се присъединяват Лиза и Никез. Всички разбират, че девойката предпочита бедния селски момък пред сина на богаташа. Жетварите не свалят очи от тримата: Никез танцува тромаво, държи се глупаво и предизвиква само смях. Внезапно руква силен дъжд и пропъжда танцуващите.
В чифлика. Марцелина и Лиза се прибират уморени и скоро майката заспива. Лиза се опитва да измъкне ключа от престилката на майка си, за да излезе и да се срещне с Колен, но я събужда. За да е сигурна, че дъщеря ѝ няма да се измъкне навън, Марецелина я кара да танцува. Лиза подхваща танц под звуците на дайре и майката отново се унася. Вторият опит на момичето да вземе ключа е успешен и Колен най-сетне е вътре. В този момент жетварите пристигат, за да получат надниците си и Колен бързо се скрива. Докато майката се занимава с жетварите, двамата влюбени си разменят кърпите, вричайки се във вечна обич.
Пристигат Мишо и Никез. Те водят със себе си нотариус. Никез подписва тържествено брачния договор. Марцелина извиква дъщеря си, за да подпише и тя. Но Лиза се появява със своя любим Колен. Те искат прошка и нейната благословия. Отначало майката не приема, но всички я увещават и накрая тя се съгласява. Лиза и Колен щастливи започват да танцуват. 

## Галерия
- Павел Герд като Колас в продукцията на Жул Перо. Санкт Петербург, около 1865 г.
- Анна Прихунова като Lise в продукцията на Жул Перо. Санкт Петербург, около 1865 г.
- Василий Гелцер като вдовицата Симоне в продукцията на Жул Перо. Санкт Петербург, около 1865 г.